# Europees Economisch en Sociaal Comité
Het Europees Economisch en Sociaal Comité (EESC) is een adviesorgaan dat zijn mening moet geven over alle belangrijke aspecten van nieuwe EU-initiatieven. Het fungeert als spreekbuis voor maatschappelijke belangenorganisaties op economisch en sociaal gebied, zoals werkgevers, vakbonden, milieugroepen en consumentenbonden. Voor veel onderwerpen kan er pas nieuwe regelgeving ontwikkeld worden na raadpleging van het Economisch en Sociaal Comité. Het comité kan ook uit eigen beweging advies uitbrengen. Het Comité is gevestigd in het Jacques Delors-, het Jacob van Maerlant- en het Bertha von Suttnergebouw in de Belgische hoofdstad Brussel.

## Geschiedenis
Het Economisch en Sociaal Comité werd opgericht in 1958 na de ondertekening van de Verdragen van Rome een jaar eerder. Het kreeg als doel de verschillende economische en sociale belangengroepen bij de totstandbrenging van de gemeenschappelijke markt te betrekken en een institutionele structuur op te zetten voor het verstrekken van informatie aan de Europese Commissie en de Raad van de Europese Unie. In de Europese Akte (1986), het Verdrag van Maastricht (1992), het Verdrag van Amsterdam (1997) en het Verdrag van Nice (2000) werd de rol van het EESC verder uitgebreid.

## Leden
Het EESC telt 329 leden uit economische en maatschappelijke belangengroepen in Europa. De leden worden voorgedragen door de nationale regeringen, waarna zij door de Raad van de Europese Unie worden benoemd voor een verlengbare termijn van vijf jaar. De laatste vernieuwing dateert van oktober 2020, voor de mandaatsperiode 2020-2025. De leden zijn ingedeeld in drie groepen: de werkgevers (Groep I), de werknemers (Groep II) en de maatschappelijke organisaties (Groep III).
Om de tweeënhalf jaar kiest het EESC zijn dagelijks bestuur: het bureau. De voorzitter en twee vicevoorzitters worden elk uit een van de drie groepen gekozen. De huidige voorzitter (periode 2023-2025) is de Oostenrijker Oliver Röpke.

## Voorzitters
| Tijdspanne   | Voorzitter                   |
| ------------ | ---------------------------- |
| 1958 - 1960  | Roger De Staercke            |
| 1960 - 1962  | Ludwig Rosenberg             |
| 1962 - 1964  | Emile Roche                  |
| 1964 - 1966  | Piero Giustiniani            |
| 1966 - 1968  | Louis Major                  |
| 1968 - 1970  | Mathias Berns                |
| 1970 - 1972  | John Dennis Kuipers          |
| 1972 - 1974  | Alfons Lappas                |
| 1974 - 1976  | Henri Canonge                |
| 1976 - 1978  | Basil de Ferranti            |
| 1978 - 1979  | Fabrizia Baduel Glorioso     |
| 1979 - 1980  | Raffaele Vanni               |
| 1980 - 1982  | Tomas Roseingrave            |
| 1982 - 1984  | François Ceyrac              |
| 1984 - 1986  | Gerd Muhr                    |
| 1986 - 1988  | Alfons Margot                |
| 1988 - 1990  | Alberto Masprone             |
| 1990 - 1991  | François Staedelin           |
| 1991 - 1992  | Michael Geuenich             |
| 1992 - 1994  | Susanne Tiemann              |
| 1994 - 1996  | Carlos Ferrer                |
| 1996 - 1998  | Tom Jenkins                  |
| 1998 - 2000  | Beatrice Rangoni Machiavelli |
| 2000 - 2002  | Göke Frerichs                |
| 2002 - 2004  | Roger Briesch                |
| 2004 - 2006  | Anne-Marie Sigmund           |
| 2006 - 2008  | Dimitris Dimitriadis         |
| 2008 - 2010  | Mario Sepi                   |
| 2010 - 2013  | Staffan Nilsson              |
| 2013 - 2015  | Henri Malosse                |
| 2015 - 2018  | Georges Dassis               |
| 2018 - 2020  | Luca Jahier                  |
| 2020 - 2023  | Christa Schweng              |
| 2023 - heden | Oliver Röpke                 |

## Leden per lidstaat
| Leden | Lidstaten                                                                                    |
| ----- | -------------------------------------------------------------------------------------------- |
| 24    | Duitsland, Frankrijk, Italië                                                                 |
| 21    | Polen, Spanje                                                                                |
| 15    | Roemenië                                                                                     |
| 12    | België, Bulgarije, Griekenland, Hongarije, Nederland, Oostenrijk, Portugal, Tsjechië, Zweden |
| 9     | Denemarken, Finland, Ierland, Kroatië, Litouwen, Slowakije                                   |
| 7     | Estland, Letland, Slovenië                                                                   |
| 6     | Cyprus, Luxemburg                                                                            |
| 5     | Malta                                                                                        |